# The Onion
The Onion (рус. Луковица) — американское агентство сатирических новостей, основанное в 1988 году (его аналог — российский ресурс ИА Панорама). Оно состоит из развлекательной газеты и веб-сайта, которые публикуют сатирические статьи о международных, национальных и местных новостях, в дополнение к не-сатирическому разделу, известному как А. В. Клуб (Аудио Видео). Агентство заявляет печатный тираж в 400 000 экземпляров по стране. С 2007 года организация публикует в сети сатирические аудио- и видеоклипы под названием «Onion News Network». Веб-трафик на theonion.com составляет около 7,5 миллиона уникальных посетителей в месяц. Веб-сайт издания — неоднократный победитель премии Webby Awards в категории «лучший юмористический сайт».

## История
В апреле 2024 года был куплен чикагской компанией Global Tetrahedron, названной в честь написанной сотрудниками издания книги.

## Материалы
Статьи The Onion комментируют текущие события, как реальные, так и вымышленные. Они пародируют такие газетные традиции, как статьи от редактора, уличные интервью, биржевые новости на традиционном макете с редакционным стилем агентства «Ассошиэйтед Пресс». Большая часть юмора держится на представлении обыденных событий в виде важных новостей и игре слов с часто используемыми фразами, например в заголовке «Наркотики Выигрывают Войну с Наркотиками».
Вторая часть газеты не является сатирической. Этот развлекательный раздел называется А. В. Клуб и публикует интервью и обзоры различных новинок музыки и кинематографа, а также другие еженедельные колонки. Печатное издание содержит обзоры ресторанов и анонсы предстоящих развлечений для городов, где издание публикуется. Сетевое воплощение А. В. Клуба имеет собственный домен и публикует свои собственные колонки, блоги и форумы, представляя собой отдельное юридическое лицо от The Onion.

## Концепция
Новости публикуются на официальном сайте, а также видео на YouTube. Известны случаи, когда вымышленные новости были восприняты всерьёз. В частности, это происходило с российским порталом Russia.ru, китайской газетой «Жэньминь жибао», иранским информагентством FARS, бангладешским таблоидом «Daily Manab Zamin».

## Экранизация
В 2008 году был снят полнометражный фильм «Луковые новости» (The Onion Movie), сценарий к которому был написан Робертом Сигалом, работавшим на тот момент в The Onion.

## Подобные проекты
Подобного рода проекты существовали и существуют во многих странах:
- ИА «Панорама», в России
- Советская Белоруссия, в Беларуси
- Private Eye, в Великобритании
- Frank, в Канаде
- El Jueves, в Испании
- Канар аншене, во Франции
- Titanic и Der Postillon в Германии
- Academia Cațavencu[англ.], в Румынии
- Qloopnews, в Кыргызской Республике
- «Бэседер?», в Израиле